# 欧洲E87公路
欧洲E87公路（E87）是欧洲的一条国际公路，从南北方向连接了乌克兰敖德薩、羅馬尼亞圖爾恰、康斯坦察 、保加利亚瓦爾納、布爾加斯、恰納卡萊和土耳其安塔利亚。